# Białystok Fabryczny
Białystok Fabryczny – stacja kolejowa, przy ulicy Romualda Traugutta na osiedlu Wygoda w Białymstoku w województwie podlaskim w Polsce.

## Ruch pasażerski
| Rok  | Wymiana pasażerska na dobę |
| ---- | -------------------------- |
| 2017 | 0-9                        |
| 2022 | 0-9                        |

Pod względem rozmiarów układu torowego drugi co do wielkości punkt eksploatacyjny w Białymstoku. Stacja położona jest na historycznej linii Białystok – Zubki Białostockie – Baranowicze, będącej częścią tzw. kolei poleskich. Od chwili zawieszenia połączeń pasażerskich w roku 2000 pełniła funkcje w ruchu towarowym. Pociągi obsługują m.in. stacyjną bocznicę spółki Cargotor Białystok Wygoda oraz bocznicę Elektrociepłowni Białystok. W międzyczasie okazjonalnie uruchamiane były pasażerskie, m.in. pociągi specjalne w ramach finałów Wielkiej Orkiestry Świątecznej Pomocy w latach 2011–2016.
Do 29 maja 2014 roku stacja była obsługiwana przez dwa posterunku ruchu, BF i BF1, za pomocą sygnalizacji kształtowej, urządzeń scentralizowanych i kluczowych ręcznych. Na stacji znajdują się dwa perony oraz nieczynny i wygrodzony budynek dworca z roku 1985 (obecnym właścicielem jest Polski Związek Wędkarski); obok stoi biurowiec „Dom wędkarza”, oddany do użytku 25 czerwca 2019 roku.
W stacji znajdują się dwa wiadukty kolejowe – nad ulicą Wasilkowską oraz nad ulicą Piastowską, a także jeden przejazd kolejowo-drogowy w ciągu ulicy Zacisze, na którym kierowanie ruchem drogowym wykonywane jest przez pracownika przewoźnika kolejowego. Dojście do peronów oraz pomiędzy ulicami Romualda Traugutta i Towarową zapewnia stalowa kładka, jednak zejście na peron drugi jest zamknięte z powodu wyłączenia z eksploatacji peronu. W stacji znajduje się również betonowy przepust z roku 1952 na cieku Dolistówka.
Od lipca 2018 roku na stacji składowane są nowe podkłady strunobetonowe, które zostaną wbudowane na remontowanych liniach kolejowych w województwie podlaskim.

## Bocznice stacyjne
Na stacji prowadzony był znaczny ruch towarowy, istniało kilka bocznic zakładowych. W roku 2020 czynne były dwie.

### Czynne
- Bocznica Cargotor Białystok Wygoda;
- Bocznica EC II.

### Nieczynne
- JW 3215;
- „Uchwyty” (rozebrana);
- Gazownia Białystok;
- Huta Szkła.

## Bocznica szlakowa
W km 6,513 linii urządzona jest bocznica szlakowa Białystok Fabryczna IKAJ (obecnie nieczynna), będąca częścią większego kompleksu bocznic.

## Plany reaktywacji w 2009
Od 13 grudnia 2009 na odcinku Białystok – Białystok Fabryczny Polregio planowały wznowienie ruchu pasażerskiego (do Szepietowa i Czeremchy), jednak nie zostało to zrealizowane, gdyż Podlaski Urząd Marszałkowski nie wsparł pomysłu finansowo. W ramach przygotowań do wznowienia ruchu częściowo została wyremontowana nawierzchnia peronu pierwszego.

## Ruch pasażerski w dniu 22 września 2014
22 września 2014 roku Stowarzyszenie Sympatyków Kolejnictwa „Kolejowe Podlasie” w ramach projektu „Podlaska kolej na tak – społeczna strona kolei” uruchomiło kilkanaście bezpłatnych pociągów regio w relacji Białystok Fabryczny – Białystok – Białystok Starosielce – Białystok Bacieczki. Połączenia były wykonywane przez Polregio jednym spalinowym zespołem trakcyjnym – SA108-009.

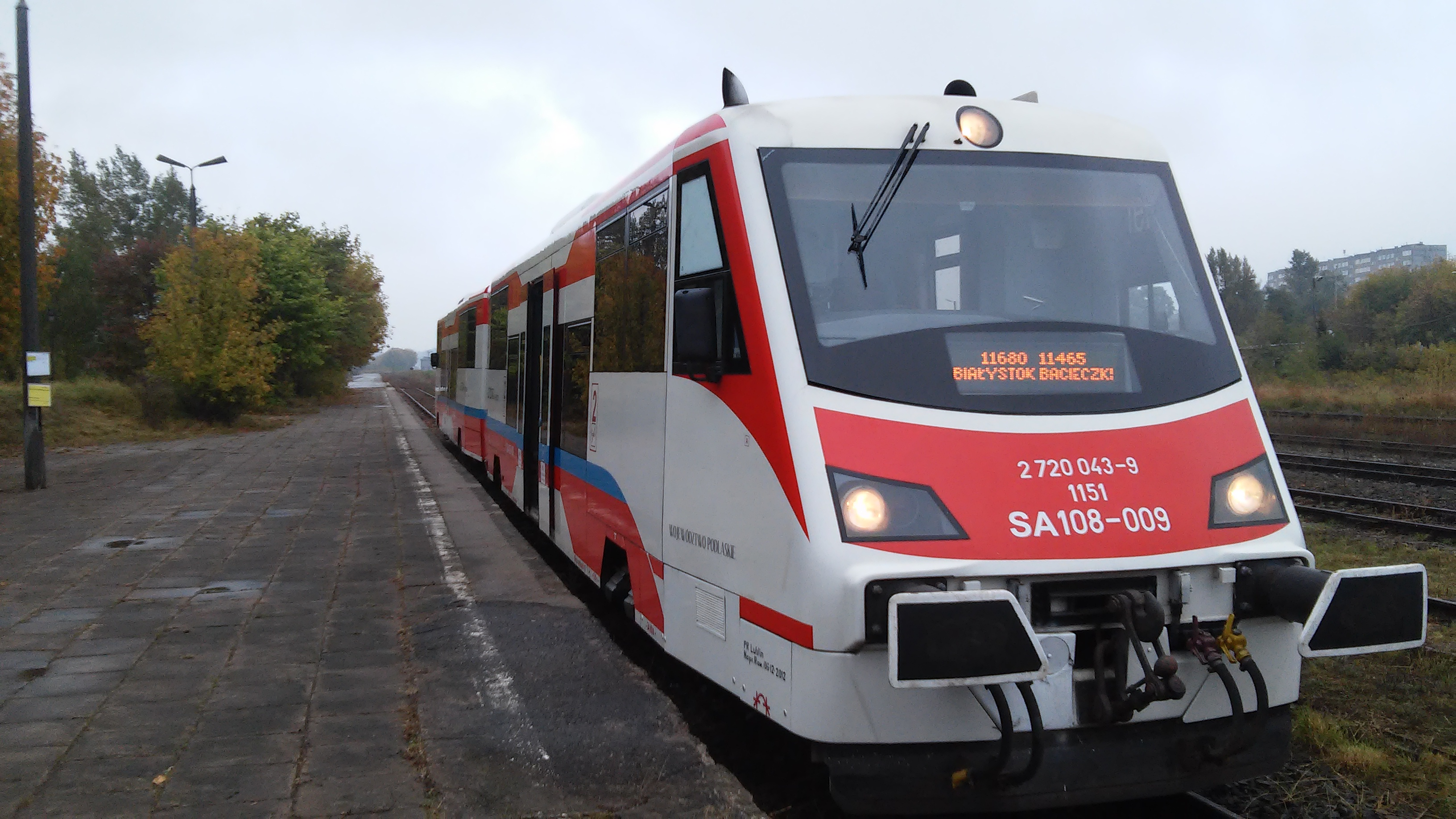
SA108-009 jako pociąg do stacji Białystok Bacieczki.
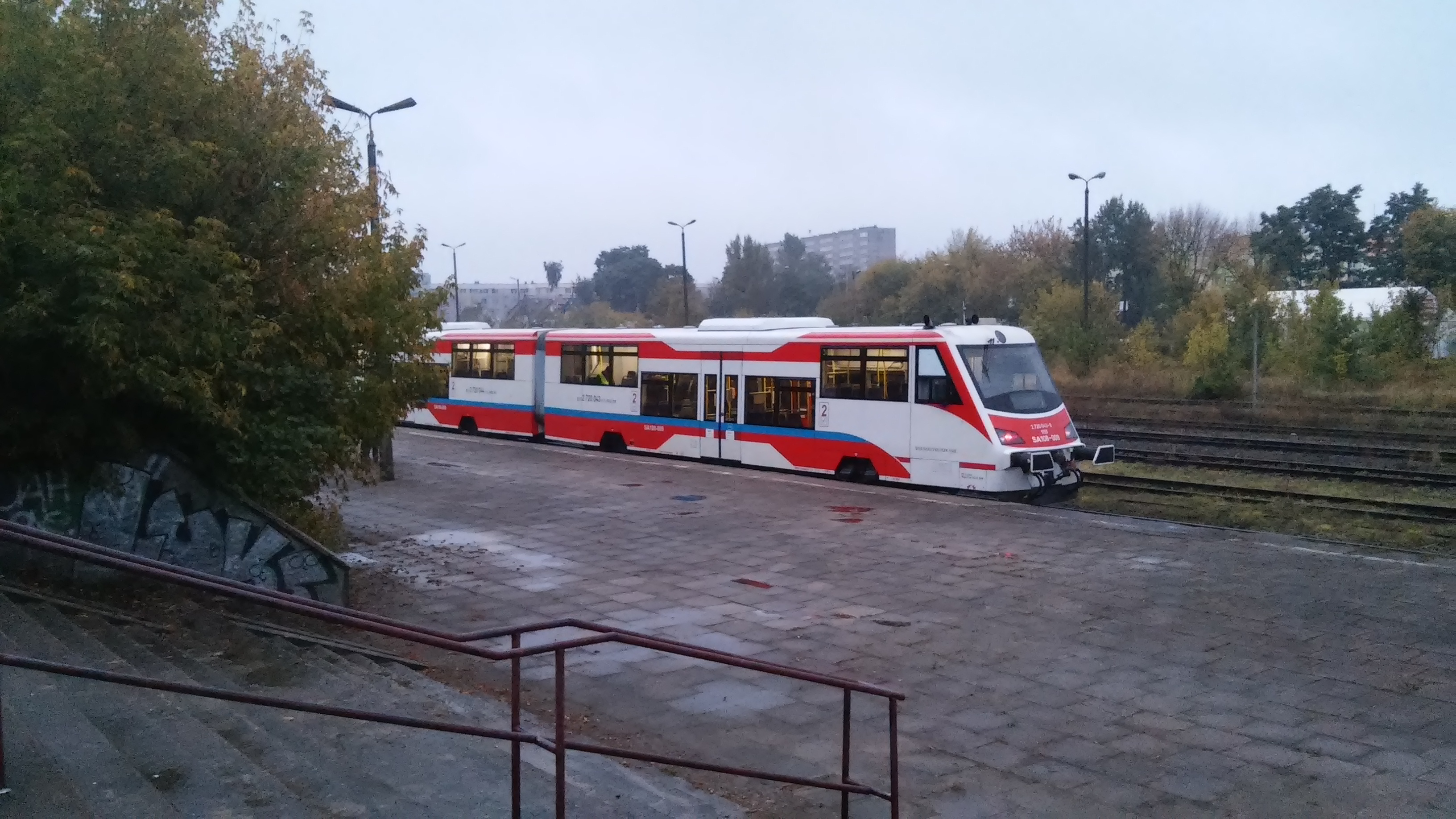
SA108-009 po pierwszym przyjeździe na stację Białystok Fabryczny w dniu 22 września 2014 roku.
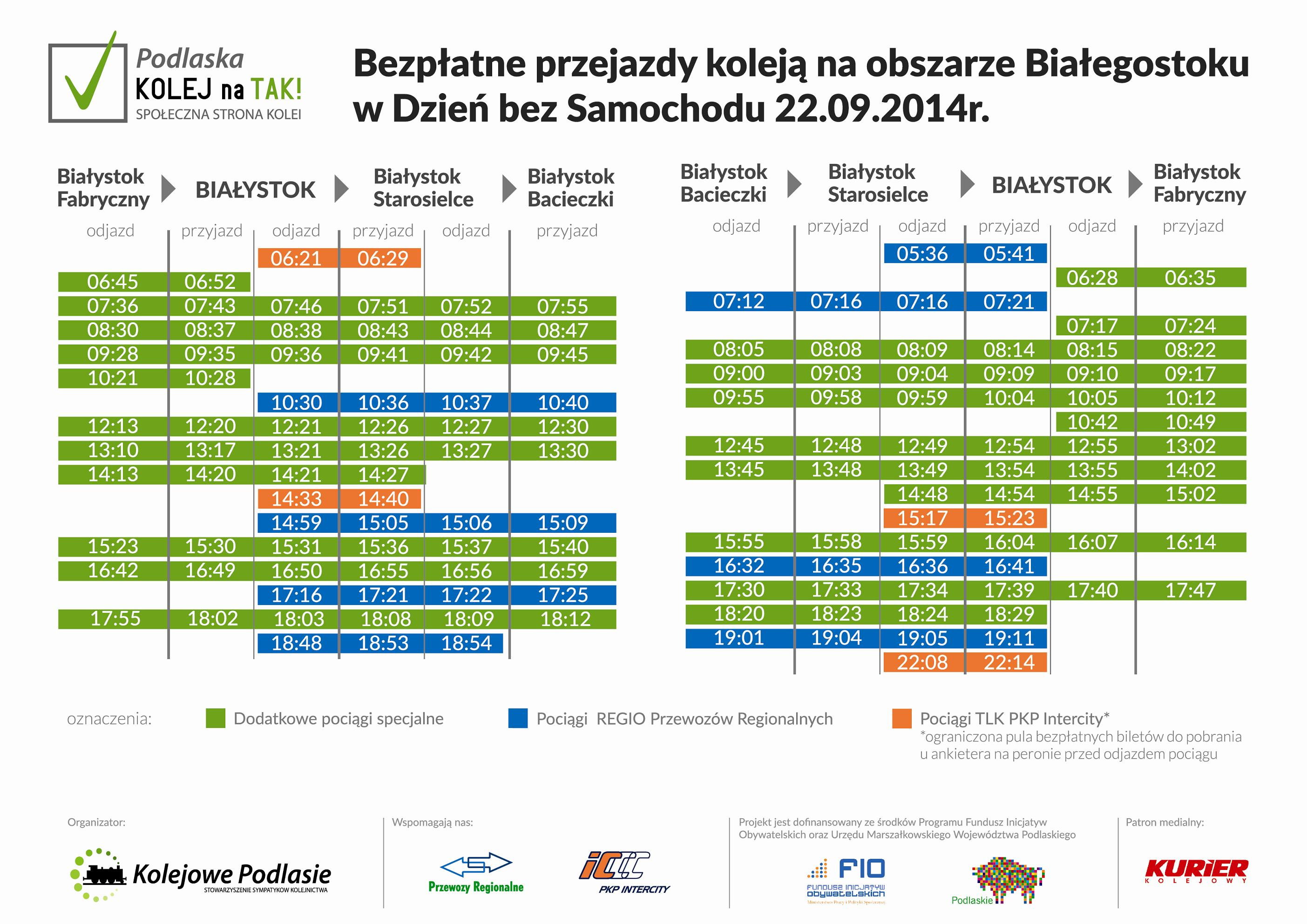
Rozkład jazdy pociągów pasażerskich w dniu 22 września 2014 roku na terenie Białegostoku.

## Reaktywacja 2 lipca 2016 i lata kolejne
Ponownie otwarcie dla ruchu pasażerskiego nastąpiło 2 lipca 2016 roku, kiedy reaktywowano połączenia Białystok-Waliły. Pociągi kursują w okresie od wiosny do późnej jesieni, począwszy od lipca 2016 roku w soboty i niedziele. W pewnych okresach pociągi kursują codziennie.
Przed ponownym uruchomieniem ruchu pasażerskiego pod koniec czerwca 2016 roku uzupełniono wskaźniki, pojawiła się nowa tablica z nazwą punktu eksploatacyjnego, rozkładem jazdy oraz danymi handlowymi przewoźnika. W roku 2018 PKP PLK SA ustawiły gablotę informacyjną oraz wiatę dla podróżnych.
Stacja objęta jest ofertą taryfową „Bilet miejski”.

## Galeria

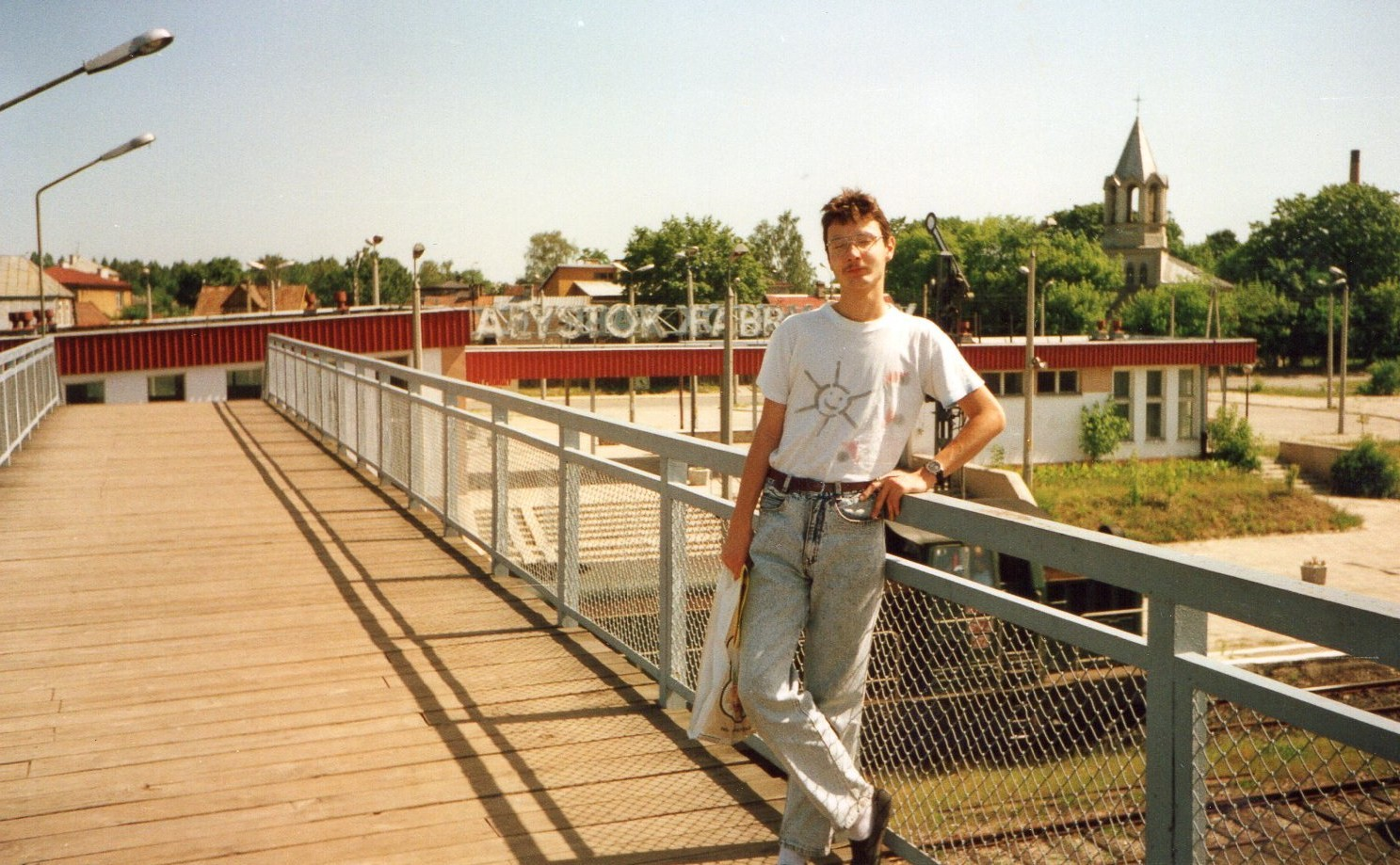
Stacja w lipcu 1992 roku.
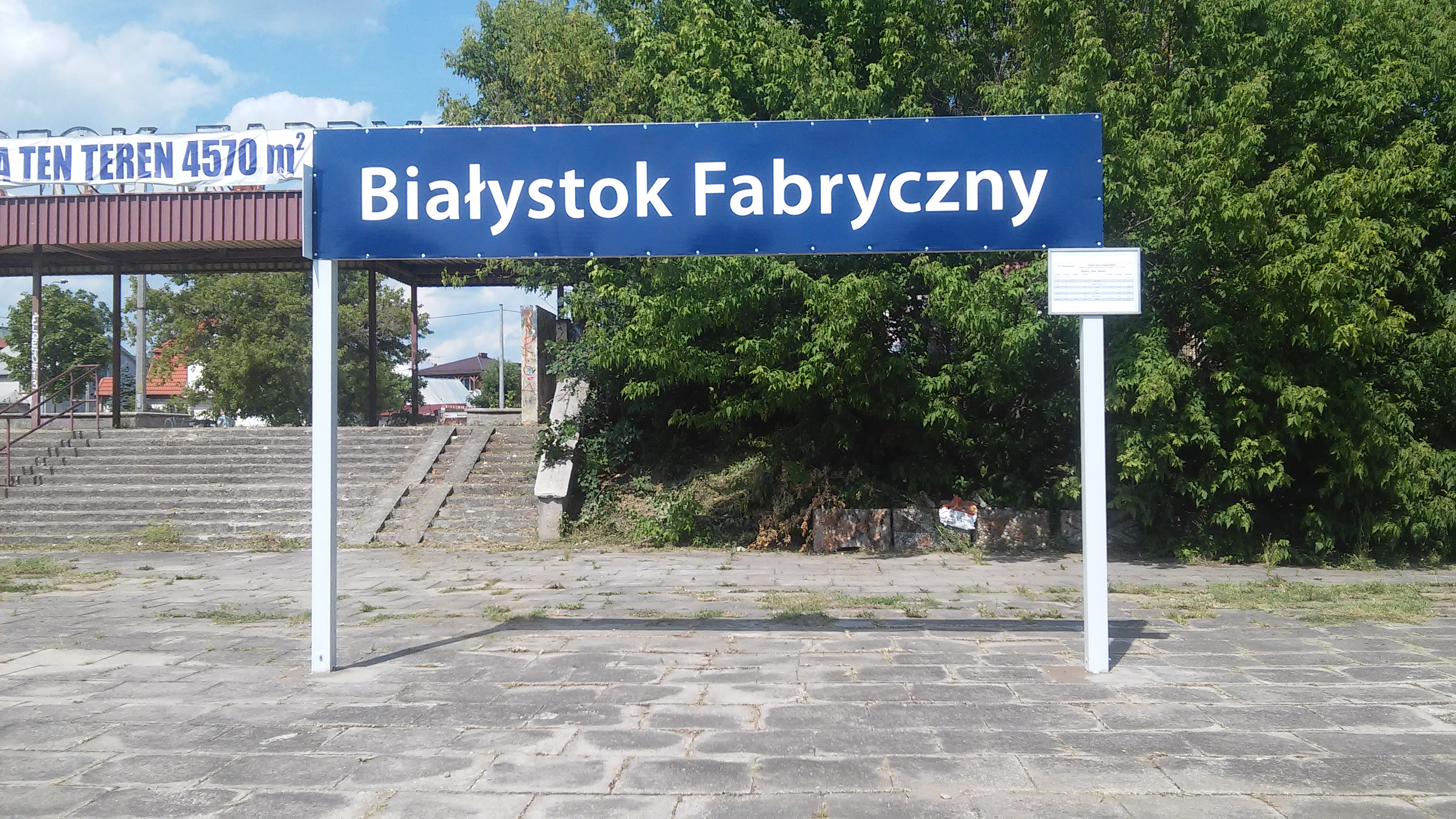
Tablica z nazwą stacji ustawiona w czerwcu 2016 roku.
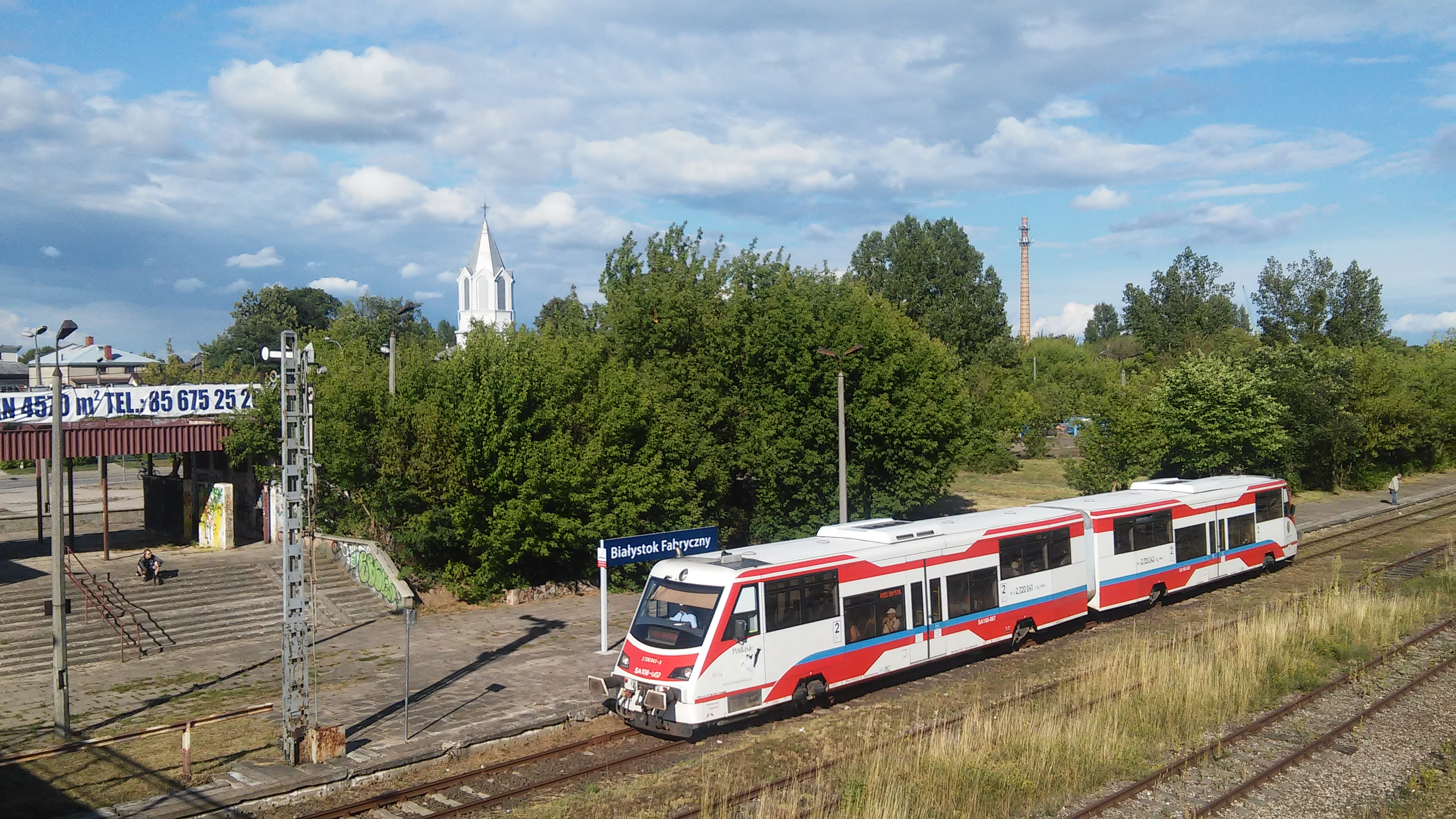
Pociąg POL REGIO 1026/11052 Waliły-Białystok stoi na torze dwunastym przy peronie pierwszym.
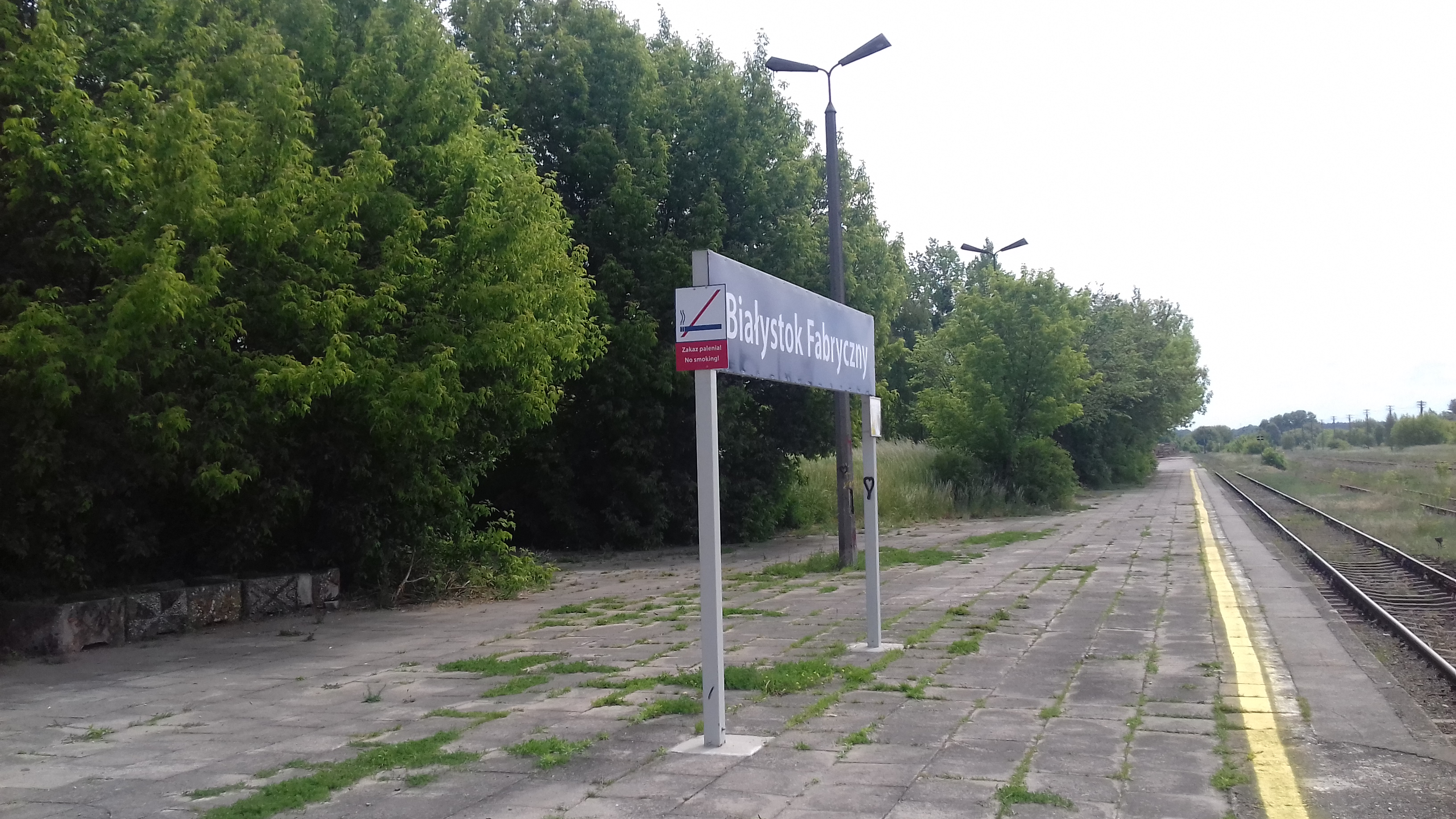
Widok na peron pierwszy. Zdjęcie z sierpnia 2017 roku.
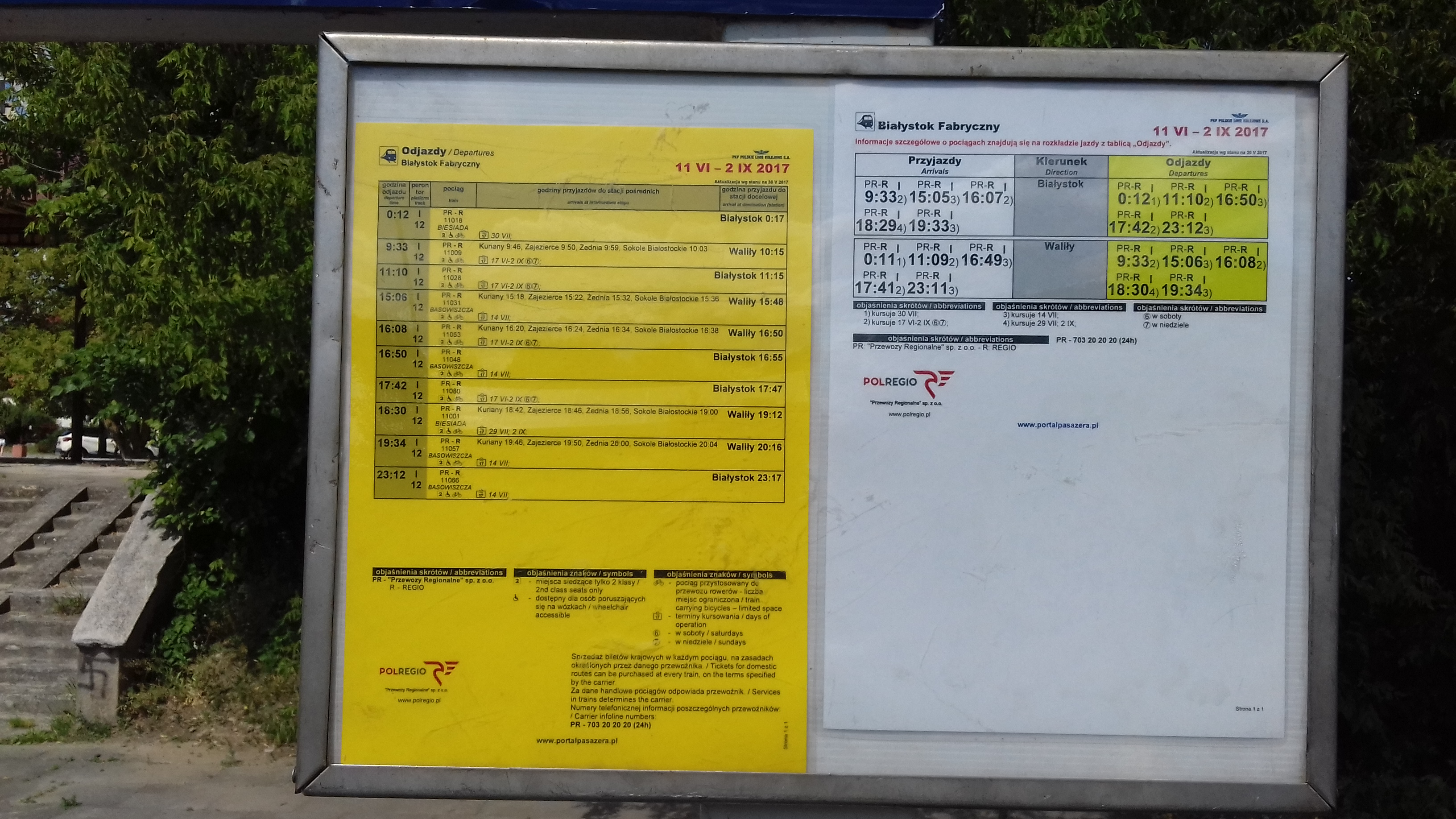
Rozkład jazdy obowiązujący od 11 czerwca 2017 do 22 października 2017
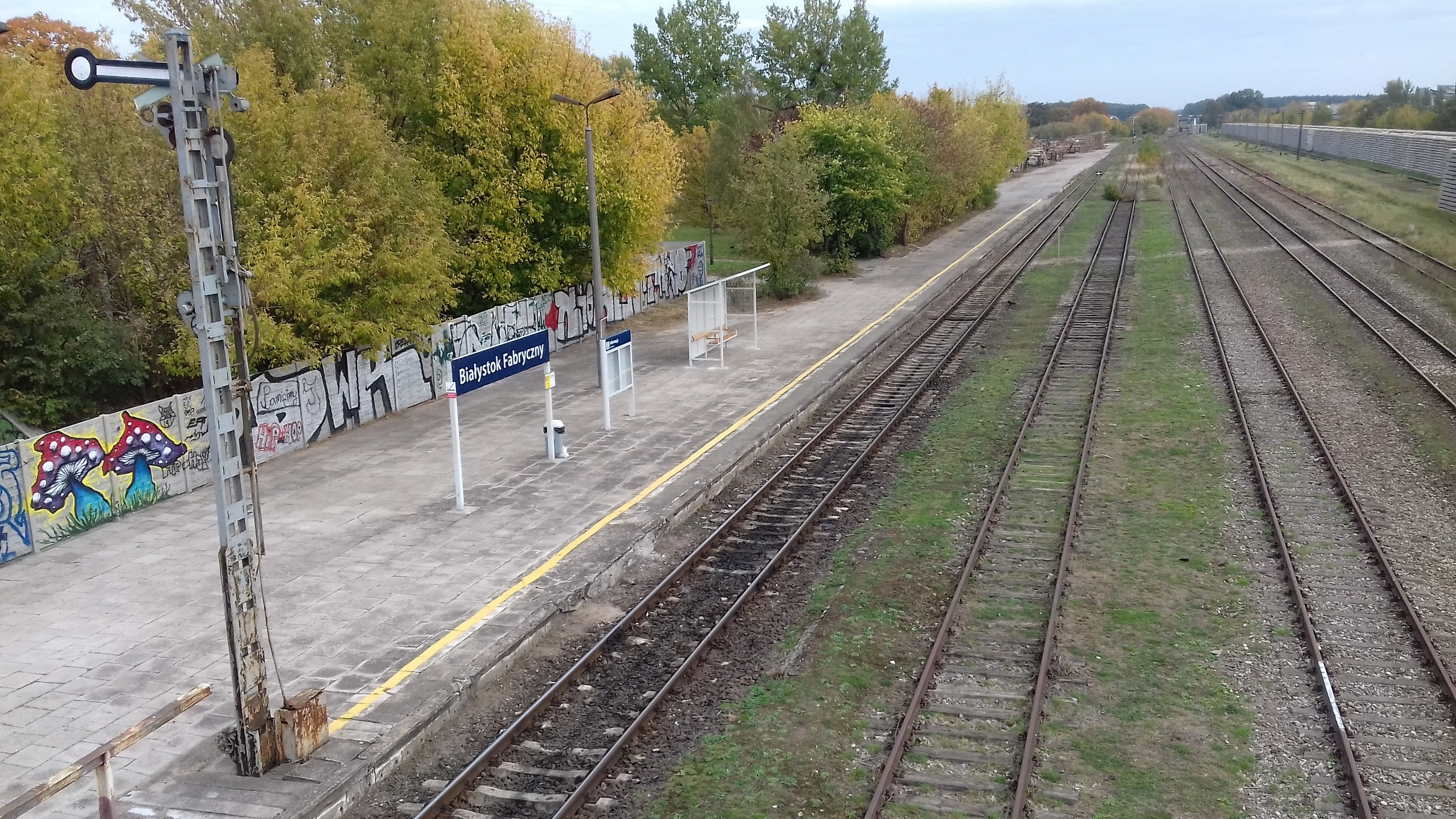
Widok na peron pierwszy z kładki (październik 2018 r.)

## Otoczenie
Bezpośrednio za stacją, 9 marca 1989 roku doszło do katastrofy kolejowej, w której wykoleił się pociąg przewożący ciekły chlor. W miejscu wypadku ustawiony jest pomnik. 
Na przełomie sierpnia i września 2017 roku powstał pomnik upamiętniający przymusowe wywózki Polaków na Syberię i do Kazachstanu. Na znajdującej się tam tablicy widnieje treść: „W wyniku agresji Związku Sowieckiego na Polskę 17.09.1939r. z dworca Białystok Fabryczny wywożono tysiące obywateli polskich na Syberię i do Kazachstanu. Sybiracy 2017 r.”. Uroczyste odsłonięcie pomnika odbyło się 12 kwietnia 2018 roku.

### Dojazd do dworca
- autobusami komunikacji miejskiej: 18 oraz 8, 22 (przystanek na ul. Towarowej dojście przez kładkę nad torami kolejowymi, zejście wprost na peron pierwszy)[22].

## Planowane inwestycje
Według założeń projektowych odcinek linii kolejowej nr 37 wraz ze stacją Białystok Fabryczny ma zostać objęty obsługą LCS Białystok w ramach prac na linii E 75. Roboty rozpoczęto we wrześniu 2020 roku.
Od Marca 2024 po pomyślnych testach i odbiorach planowane jest sterowanie ze stanowiska dyżurnego pomocniczego Stacji Białystok  